# Челмсфорд Сити
«Челмсфорд Сити» (англ. Chelmsford City FC) — английский полупрофессиональный футбольный клуб из города Челмсфорд, в графстве Эссекс. Образован в 1938 году, домашние матчи проводит на стадионе «Мельбурн Стэдиум». В настоящий момент выступает в Южной Конференции, шестом по значимости футбольном турнире Англии.

## История

### Челмсфорд
Клуб был основан в 1878 году как «Челмсфорд» (англ. Chelmsford FC) участниками городского теннисного и крокетного клуба. 16 ноября 1878 года «Челмсфорд» сыграл свою первую игру дома, сыграв вничью 1–1 против Ромфорда, при этом первый гол Челмсфорда забил Э. Х. Кристи. В мае 1883 года некоторые члены клуба предложили свернуть клуб и преобразовать его в новый клуб из-за отсутствия интереса, однако из этого ничего не вышло.
В 1895 году они были членами-основателями Лиги Северного Эссекса, но покинули ее в 1900 году, чтобы присоединиться к Первому Дивизиону Лиги Южного Эссекса. В 1903/04 годах клуб также вошел в состав недавно сформированной Юго-Восточной английской лиги, но покинул ее после одного сезона. В 1903/04 и в 1910/11 они заняли последнее место в первом дивизионе Лиги Южного Эссекса. В 1908/09 годах они провели сезон, играя в Восточном дивизионе Спартанской лиги. В 1892/1893 и 1901/1902 годах клуб выигрывал Кубок Эссекса.
В 1912 году Челмсфорд был среди членов-основателей Афинской лиги, хотя они также продолжали играть в лиге Южного Эссекса еще один сезон. В 1922 году клубу не удалось переизбраться, и он попал в лигу графства Мидлсекс. В 1923/1924 годах они также вошли в состав Пограничной лиги Эссекса и Саффолка. В том сезоне клуб выиграл Лигу округа Мидлсекс и занял второе место в Пограничной лиге, что побудило их перейти в Премьер-дивизион Лондонской лиги. В следующем сезоне Челмсфорд выиграл Кубок Восточной Англии, и этот подвиг повторился в сезонах 1926/27 и 1928/29. Клуб выиграл титул Премьер-дивизиона Лондонской лиги в 1930/31, прежде чем стать членами-основателями Лиги восточных графств в 1935 году. Два года спустя они покинули Лигу Восточного графства и стали членами-основателями Лиги графства Эссекс.
В 1938 года руководство клуба решило сформировать профессиональный клуб для участия в Южной футбольной лиге, но в итоге клуб был закрыт и реорганизован под новым названием «Челмсфорд Сити», несмотря на то, что сам Челмсфорд не получит статус города до 2012 года.
Начало Второй мировой войны в 1939 году могло означать только одно - значительное сокращение футбольных клубов, однако в единственном военном сезоне Южной лиги в 1939/40 Челмсфорд выиграл Восточную секцию и сыграл вничью с победителями Западной секции «Ловеллз Атлетик».
В 1945 году после окончания Войны, клуб быстро реформировался, и под руководством Артура Роу, который позже прославился в «Тоттенхэм Хотспур», выиграли чемпионат в сезоне 1945/46,
Также они подавали заявки на членство в футбольной лиге в 1947, 1948, 1950, 1951 и 1956 годах, но каждый раз безуспешно.
В 1955 году клуб был вынужден обратиться к общественности с просьбой собрать средства, чтобы сохранить им жизнь.
Выиграв чемпионский титул и Профессиональный кубок в 1967-68 годах, прежде чем были расформированы в 1969 году, чтобы сократить текущие расходы клуба. Но уже в 1976г. команда присоединилась к Высшей лиге Эссекса, в которой они играли до 1990 года.
В 1977 году «Челмсфорд Сити» участвовал в Англо-итальянском кубке, в рамках которого сыграл с итальянскими командами Кремонезе, Лекко, Бари и Туррис.

## Достижения
- Истмийская лига
  - Премьер дивизион Победители 2007–08
- Южная лига
  - Победители 1939–40 (совместная), 1945–46, 1967–68, 1971–72
  - Первый дивизион Юг 1988–89
  - Кубок Лиги 1945–46, 1959–60, 1990–91
- Лондонская Лига
  - Победители 1930–31
- Лига Мидлсекс Каунти
  - Победители 1923–24
- Восточный Англиан Кубок
  - Победители 1924–25, 1926–27, 1928–29
- Восточный Флудлайт Кубок
  - Победители 1966–67, 1974–75, 1977–78, 1981–82, 1982–83, 1986–87
- Профессиональный Кубок Эссекса
  - Победители 1957–58, 1969–70, 1970–71, 1973–74, 1974–75
- Кубок Эссекса
  - Победители 1892–93, 1901–02, 1985–86, 1988–89, 1992–93, 2002–03, 2008–09
- Кубок Победителей Не-Лиги
  - Победители 1971–72